# サラフッディン・メズアール
サラフッディン・メズアール (アラビア語: صلاح الدين مزوار、英語: Salaheddine Mezouar、1953年12月11日 - ）は、モロッコの政治家。2013年から2017年まで、外務・国際協力大臣を務めた。第22回気候変動枠組条約締約国会議 (COP22)では、議長を務めた。元国際バスケットボール選手である。 

## 経歴
- 2004年、産業・貿易・経済構造改革大臣に任命
- 2007年10月15日、財務大臣に任命
- 2010年1月、モロッコの政党、独立国民連合の代表に選出